# Anca Maria Colțeanu
Anca Maria Colțeanu (n. 1974) este un regizor de teatru din România.

## Activitate profesională
Anca Maria Colțeanu este regizor de teatru și de televiziune. Cu un an înainte de absolvire primește Diploma UNITER pentru cea mai bună producție a școlilor și academiilor de teatru pentru spectacolul Deșteptarea primăverii de Frank Wedekind, iar în 2001 câștigă proiectul „Tineri regizori – texte contemporane” și montează Alchimistul de Paulo Coelho la Teatrul Odeon București. În prezent are montate 52 de spectacole de teatru, texte de referință, colaborând atât cu teatrele de stat cât și cu cele independente, atât în țară, cât și în străinătate. Are numeroase premii și participări în festivaluri naționale și internaționale. În televizune a desfășurat o activitate de cincisprezece ani, timp în care a realizat pentru Pro TV o emisiune de divertisment, zilnic în direct 10 sezoane și cinci seriale de televiziune și alte emisiuni pentru Pro TV International. În 2016 este nominalizată la UNITER cu „Jocul de-a vacanța” – o producție TVR. În stagiunea 2018-2019 spectacolele regizate de Anca Maria Colțeanu sunt montate la Teatrul Bulandra, Teatrul de Comedie,  Teatrul Metropolis, Teatrul Nottara.